# Luciano Armani
Luciano Armani, (Felegara dei Medesano, 12 de outubro de 1940 – Fidenza, 4 de fevereiro de 2023) foi um ciclista profissional italiano que foi profissional desde 1965 a 1972.

## Títulos
- 1965
  - Coppa Sabatini
  - 1 etapa do Giro d'Italia

- 1966
  - 1 etapa da Paris-Nice

- 1967
  - Giro di Sardegna
  - Coppa Placci
  - Grande Prêmio do Mônaco

- 1969
  - 1 etapa da Volta à Suíça

- 1970
  - Génova-Nice
  - 1 etapa do Giro d'Italia
  - Milano-Torino

- 1971
  - 1 etapa do Tour de France

## Resultados nas grandes voltas
| Corrida            | 1965 | 1966 | 1967 | 1968 | 1969 | 1970 | 1971 | 1972 |
| ------------------ | ---- | ---- | ---- | ---- | ---- | ---- | ---- | ---- |
| Giro d'Italia      | 35.º | 39.º | 38.º | 22.º | 35.º | 33.º | -    | Ab.  |
| Tour de France     | -    | -    | -    | -    | -    | Ab.  | 66.º | -    |
| Volta a Espanha    | -    | -    | -    | -    | -    | -    | -    | -    |
| Mundial em Estrada | -    | -    | -    | -    | -    | -    | -    | -    |

-: não participa

Ab.: abandono

## Morte
Armani morreu no dia 4 de fevereiro de 2023, aos 82 anos.